# Экономическая волость
Экономическая (или казённая) во́лость — низовая административная единица, существовавшая в Российской Империи в 1797—1861 гг. для целей управления государственными (свободными от крепостной зависимости) крестьянами в сельских местностях.
В российской истории можно выделить:
1. волость средневековую, как часть княжеств (до середины XVI века)
2. волость периода от губной реформы Ивана Грозного до реформы 1775 года, как часть уездов
3. волость экономическую или казённую (1797—1861), как экстерриториальный орган власти над государственными крестьянами
4. волость образца 1861 года, как орган самоуправления совокупности смежных крестьянских общин в рамках уезда
5. волость советская (1918—1929), как территориальная совокупность сельских советов в рамках уезда

В период между 1775 и 1797 годами волостей не существовало.
Экономическая (казённая) волость образца 1797 года отличалась от всех прочих тем, что не имела территориальной привязки, то есть территория уездов не делилась тогда на волости. Не было задано и ограничение на удалённость селений от волостного центра. Органы и должностные лица каждой экономической волости ведали делами только определённой части населения на территории уезда, а именно государственных (или «казённых») крестьян, большую часть из которых тогда составляли т. н. «экономические крестьяне», то есть бывшие монастырские, освобождённые от крепостной зависимости в рамках секуляризации проведённой Екатериной II, и подчинённые на первых порах специальной Коллегии Экономии.
В зависимости от количества государственных крестьян, в тех уездах где они вообще были, образовывалось соответствующее количество экономических волостей, из расчёта примерно одна волость на три тысячи крестьян мужского пола. Обычно в уездах было по две — четыре экономических волости, редко где больше.
Волости были образованы специальным указом императора Павла I «О разделении казенных селений на волости и о порядке их внутреннего управления» от 7 августа 1797 года. Причём, первоначально, в другом положении от апреля того же года предписывалось вновь создаваемые административные единицы назвать «приказами», но уже в августе «приказы» высочайше повелели называть «волостями». Упомянутым указом в каждой волости предписывалось учредить волостное правление, в коем быть волостному голове, одному старосте или выборному и одному писарю. Сверх волостного правления быть в каждом селе или деревне по одному сельскому или деревенскому выборному или другого наименования, по обычаю той губернии или народа, старшине и при всяких десяти дворах по одному десятскому; волостного голову и писаря выбирать на 2 года обществом из всех сел и деревень, к той волости принадлежащих. К обязанностям волостного головы, сельских и деревенских выборных отнесены, между прочим, охранение благочиния и безопасности, взыскание податей и сборов, расправа в маловажных между поселянами ссорах и исках, опека над вдовами и сиротами, а также над ленивыми и нерадивыми в хозяйстве, наблюдение над сельскими и деревенскими выборными. Общий надзор за хозяйственными делами осуществляла Казенная палата.
В 1837—1838 гг. П.Д. Киселёвым была проведена реформа этого волостного управления. Волости были подчинены Министерству государственных имуществ с его местными органами — палатами государственных имуществ и окружными управлениями. Были введены округа государственных имуществ, причём, в зависимости от численности государственных крестьян такой округ мог охватывать один или несколько уездов. Округа подразделялись на волости, а волости на сельские общества. Для заведования волостью были учреждены:
1. волостной или участковый сход (для волостных выборов, разного рода дел общественных и дел рекрутской повинности), составлявшийся, в присутствии волостного головы, из выборных сельских обществ;
2. волостное правление, состоявшее из волостного головы и заседателей, с волостным писарем и его помощниками, которых назначал окружной начальник;
3. волостная расправа, из двух выборных добросовестных, под председательством волостного головы.

Волостная расправа представляла собой вторую степень домашнего суда по делам государственных крестьян; первую же степень суда составляла сельская расправа. Точно так же волостное правление было второй степенью сельской администрации, первую инстанцию которой составлял сельский старшина. Волостной голова избирался на трехлетие волостным сходом, но утверждался в должности и увольнялся от неё, по представлению окружного начальника, палатой государственных имуществ, с разрешения начальника губернии.
Волости образца 1861 года, хотя и создавались с учётом длительного опыта функционирования экономических волостей, но по сравнению с ними предполагали значительно больший элемент крестьянского самоуправления. По размеру новые волости были изначально задуманы меньше экономических: рекомендовалось от 300 до 2000 душ мужского пола. И кроме того ограничивались территориально: наиболее отдалённые селения не должны были быть дальше 12 вёрст от волостного правления.